# Liga Mexicana de Football Amateur Association 1908-09
La Temporada 1908-09 fue la edición VII de la Liga Mexicana de Football Amateur Association que comenzó el 11 de octubre de 1908 con el partido entre Reforma AC y Pachuca AC y terminó el 10 de enero de 1909 con el enfrentamiento anual entre los combinados de England y Scotland, donde ganaría el primero por séptima vez consecutiva.
En esta temporada solo participaron tres equipos debido a que el México Country Club se retiró de última hora por decisión de su capitán, Whitamore, argumentando que el equipo contaba con muchos jugadores nuevos y no sería capaz de competir contra los clubes que iban a contender en la liga.
En el último partido, el Reforma AC logró conseguir un empate a un gol en Pachuca contra el equipo local, de esta forma, obtendría su tercer título.

## Equipos participantes
| Equipo       | Ciudad           |
| ------------ | ---------------- |
| British Club | Ciudad de México |
| Pachuca AC   | Pachuca, Hidalgo |
| Reforma AC   | Ciudad de México |

## Fechas y Resultados
| Fecha                   | Local        | Resultado | Visitante    | Ref.         |
| ----------------------- | ------------ | --------- | ------------ | ------------ |
| 11 de octubre de 1908   | Reforma AC   | 3-0       | Pachuca AC   | [ 2 ] [ 3 ]  |
| 25 de octubre de 1908   | British Club | -         | Reforma AC   | [ 4 ]        |
| 15 de noviembre de 1908 | British Club | 0-1       | Pachuca AC   | [ 5 ]        |
| 8 de diciembre de 1908  | Pachuca AC   | 6-1       | British Club | [ 6 ] [ 7 ]  |
| 20 de diciembre de 1908 | Reforma AC   | 0-0       | British Club | [ 8 ]        |
| 1 de enero de 1909      | Pachuca AC   | 1-1       | Reforma AC   | [ 9 ] [ 10 ] |

### England - Scotland
| 10 de enero de 1909 | England                           | 5 - 2 | Scotland       | Campo del México Country Club, Ciudad de México |                          |
|                     | - Harold Payne - Claude M. Butlin |       | - A.M. Wallace | Árbitro(s): A.E. Collyer                        | Árbitro(s): A.E. Collyer |

- Datos del diario The Mexican Herald en su edición del 11 de enero de 1909.

## Tabla General
|    | Equipos      | PJ | G | E | P | GF | GC | Dif. | Pts. |
| -- | ------------ | -- | - | - | - | -- | -- | ---- | ---- |
| 1° | Reforma AC   | 4  | 2 | 2 | 0 |    |    |      | 6    |
| 2° | Pachuca AC   | 4  | 2 | 1 | 1 | 8  | 5  | +3   | 5    |
| 3° | British Club | 4  | 0 | 1 | 3 |    |    |      | 1    |

|                               |
| Reforma AC Campeón 3° título. |